# Chloroleucon extortum
Chloroleucon extortum là một loài rau đậu thuộc họ Fabaceae. Đây là loài đặc hữu của Brasil.